# Union der Hand- und Kopfarbeiter
Die Union der Hand- und Kopfarbeiter (Union, auch UdHuK) war eine der KPD nahestehende Gewerkschaft, welche von 1921 bis Ende 1925 existierte.

## Geschichte
Die Union entstand im September 1921 durch den Zusammenschluss von drei nicht dem ADGB angehörenden linksradikalen Gewerkschaften, welche sich wie die AAUD und die FAUD in der Phase nach der Novemberrevolution in Abgrenzung zu den von vielen sich radikalisierenden Arbeitern als reformistisch empfundenen Freien Gewerkschaften gebildet hatten. Hierbei handelte es sich um die zahlenmäßig dominierende Freie Arbeiter-Union, Gelsenkirchener Richtung (FAU), den Verband der Hand- und Kopfarbeiter mit Sitz in Berlin und den Landarbeiterverband mit Sitz in Braunschweig. Der neu gegründete Verband schloss sich auf internationaler Ebene der RGI an. Die Union hatte ihre Schwerpunkte im Ruhrgebiet und angrenzenden Regionen sowie im Raum Berlin, die dominierenden Branchengruppen waren Bergbau und Metallindustrie.
Die bei ihrer Konstituierung zirka 90.000 Mitglieder zählende Union wuchs (bei einer starken Mitgliederfluktuation) 1922 und 1923 auf über 100.000 Mitglieder und war bei den Betriebsratswahlen im Ruhrbergbau 1924 die stärkste Kraft, verlor aber gleichzeitig seit Ende 1923 an Mitgliedern. Im Rahmen der Umstellung der Politik der KPD auf die Mitarbeit in den Freien Gewerkschaften traten die Mitglieder der u. a. von Gustav Sobottka, Arthur Hammer und Anton Jadasch geleiteten Union (Ende 1924 noch knapp über 20.000, August 1925 8.000) nach zunächst erheblichen innerorganisatorischen Widerständen bis Ende 1925 ADGB-Gewerkschaften bei.